# Gobardanga
Gobardanga är en stad i den indiska delstaten Västbengalen, och tillhör distriktet Uttar 24 Parganas. Folkmängden uppgick till 45 377 invånare vid folkräkningen 2011, med förorter 81 081 invånare.